# Cantó d'Arcis-sur-Aube
El cantó d'Arcis-sur-Aube és un cantó francès del departament de l'Aube, situat al districte de Troyes. Té 22 municipis i el cap és Arcis-sur-Aube.

## Municipis
- Allibaudières
- Arcis-sur-Aube
- Aubeterre
- Champigny-sur-Aube
- Charmont-sous-Barbuise
- Le Chêne
- Feuges
- Herbisse
- Mailly-le-Camp
- Montsuzain
- Nozay
- Ormes
- Poivres
- Pouan-les-Vallées
- Saint-Étienne-sous-Barbuise
- Saint-Remy-sous-Barbuise
- Semoine
- Torcy-le-Grand
- Torcy-le-Petit
- Villette-sur-Aube
- Villiers-Herbisse
- Voué

## Història
| Data d'elecció                           | Identitat          | Partit                 | Qualitat |
| ---------------------------------------- | ------------------ | ---------------------- | -------- |
| 1945-19..                                | Fernand Mauclaire  | Radical-RGR            |          |
| 19..-1992                                | Robert Piat        | Centrista, després UDF |          |
| 1992-2004                                | Serge Lardin       | UDF, després UMP       |          |
| 2004-2010                                | Joseph Gradassi    | Divers droite          |          |
| 2010-2011                                | Christian Lasvigne | MoDem                  |          |
| 2011-                                    | Jean-Marie Merlin  | NC                     |          |
| les dades anteriors no són pas conegudes |                    |                        |          |
|                                          |                    |                        |          |

## Demografia
| A partir de 1990: Població sense dobles comptes |